# Acotylea
Els acotilis (Acotylea) són un subordre de platihelmints de l'ordre dels policlàdides.

## Característiques
Els membres del subordre dels acotilis no tenen òrgan adhesiu a la regió medioventral, la faringe està situada al mig del cos i l'aparell copulador a la regió posterior.

## Acotilis dels Països Catalans
Als Països Catalans s'han trobat diversos gèneres d'acotilis, per exemple: Discocelis, Hoploplana, Notoplana, Planocera, Stylochoplana, Stylochus.

## Taxonomia
Els subordre Acotylea inclou 562 espècies repartides en 29 famílies:
- Famílies basals
  - Família Anocellidae Quiroga, Bolaños & Litvaitis, 2006
  - Família Apidioplanidae Bock, 1926
  - Família Didangiidae Faubel, 1983
  - Família Enantiidae Graff, 1889
  - Família Euplanidae Marcus & Marcus, 1966
  - Família Limnostylochidae Faubel, 1983
  - Família Stylochocestidae Bock, 1913
- Superfamília Cryptoceloidea Bahia, Padula & Schrödl, 2017
  - Família Cryptocelidae Laidlaw, 1903
  - Família Discocelididae Laidlaw, 1903
  - Família Ilyplanidae Faubel, 1983
  - Família Plehniidae Bock, 1913
  - Família Polyposthiidae Bergendal, 1893
- Superfamília Leptoplanoidea Faubel, 1984
  - Família Candimboididae Faubel, 1983
  - Família Faubelidae Özdikmen, 2010
  - Família Gnesiocerotidae Marcus & Marcus, 1966
  - Família Leptoplanidae Stimpson, 1857
  - Família Mucroplanidae Faubel, 1983
  - Família Notocomplanidae Litvaitis, Bolaños & Quiroga, 2019
  - Família Notoplanidae Marcus & Marcus, 1966
  - Família Palauidae Faubel, 1983
  - Família Pleioplanidae Faubel, 1983
  - Família Stylochoplanidae Faubel, 1983
- Superfamília Stylochoidea Poche, 1926
  - Família Callioplanidae Hyman, 1953
  - Família Discoprosthididae Faubel, 1983
  - Família Hoploplanidae Stummer-Traunfels, 1933
  - Família Latocestidae Laidlaw, 1903
  - Família Planoceridae Lang, 1884
  - Família Pseudostylochidae Faubel, 1983
  - Família Stylochidae Stimpson, 1857